# 왕립 얼스터 경찰대

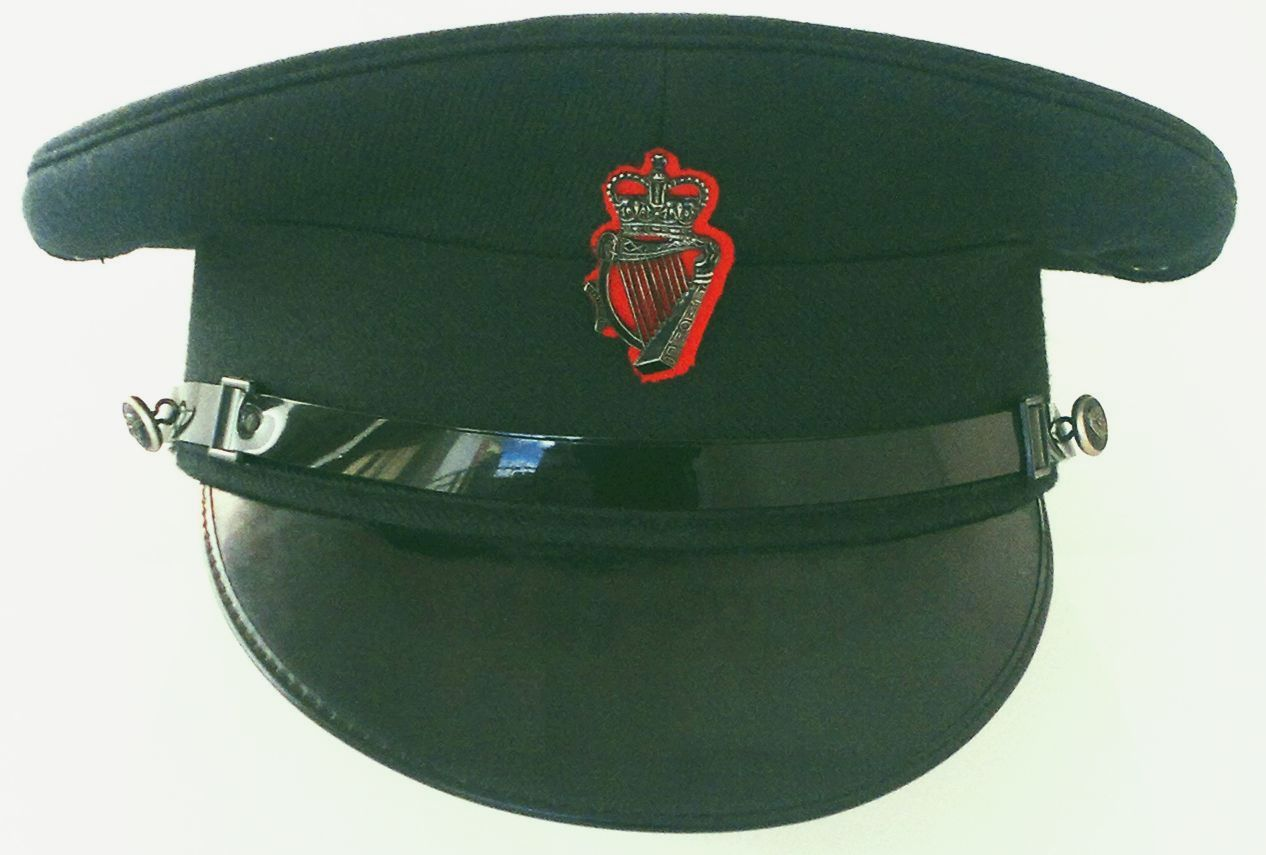

왕립 얼스터 경찰대(Royal Ulster Constabulary; RUC)는 1922년에서 2001년까지 북아일랜드를 관할한 경찰조직이다. 1922년 6월 1일 왕립 아일랜드 경찰대가 재편되면서 조직되었다. 최전성기에는 8,500명의 경관과 4,500명의 예비대를 거느리고 있었다. 북아일랜드 분쟁 당시 319명의 RUC 경관들이 사망했으며 거의 9,000 명이 부상을 입었다. 이러한 공격은 거의 대부분 PIRA에 의해 이루어진 것이었다. 이로 인해 1983년 RUC는 세계에서 가장 일하기 위험한 경찰이라는 불명예를 안았다. RUC 역시 당하기만 한 것은 아니라서 같은 기간 동안 55명을 죽였고 그 중 절반 이상인 28명이 민간인이었다.
RUC는 2001년 북아일랜드 경찰국(PSNI)으로 대체되었다.